# Hephaestion annulatum
Hephaestion annulatum là một loài bọ cánh cứng trong họ Cerambycidae.